# Farewell, My Lovely
Farewell, My Lovely (br: O Último dos Valentões; pt: O Último dos Duros) é um filme estadunidense de 1975, do gênero neo-noir, dirigido por Dick Richards.

## Sinopse
Los Angeles, anos 1940. Contratado por um criminoso, Moose Malloy, que acaba de sair da prisão para tentar encontrar Velma, sua ex-namorada e dançarina de um clube noturno, o detetive particular Philip Marlowe envolve-se em um misterioso roubo de joias e faz de tudo para tentar resolver o caso. Mas descobre que muitas pessoas não querem que ele atinja seus objetivos.

## Elenco
- Robert Mitchum...Philip Marlowe
- Charlotte Rampling...Helen Grayle
- John Ireland...Tenente Nulty
- Sylvia Miles...Jessie Halstead Florian
- Anthony Zerbe...Laird Brunette
- Harry Dean Stanton...Detetive Billy Rolfe
- Jack O'Halloran...Moose Malloy
- Joe Spinell...Nick, assassino de Brunette
- Sylvester Stallone...Jonnie
- Kate Murtagh...Frances Amthor
- John O'Leary...Lindsay Marriott
- Walter McGinn...Tommy Ray
- Jim Thompson...Juiz Baxter Wilson Grayle